# 青稞酒

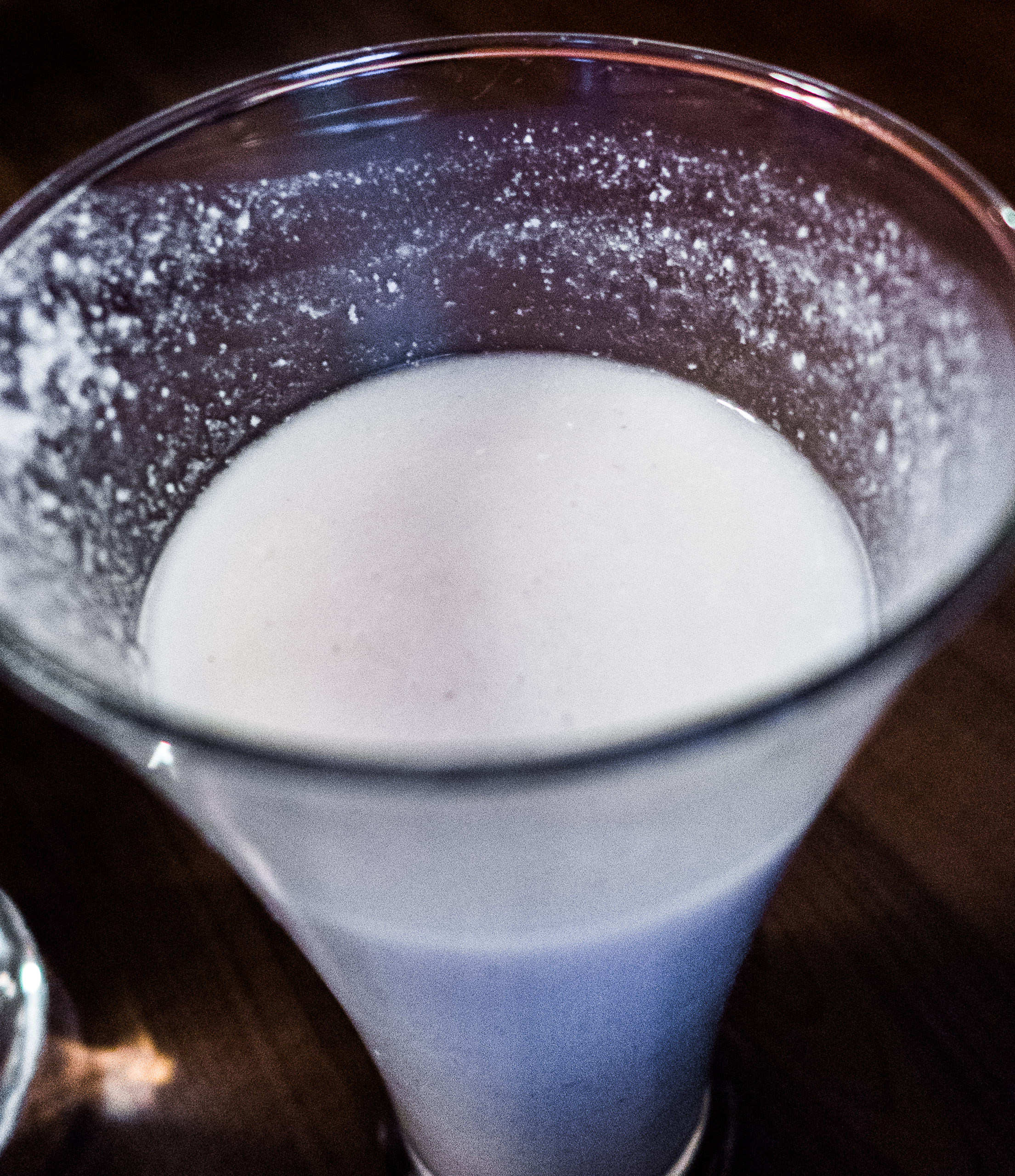
青稞酒

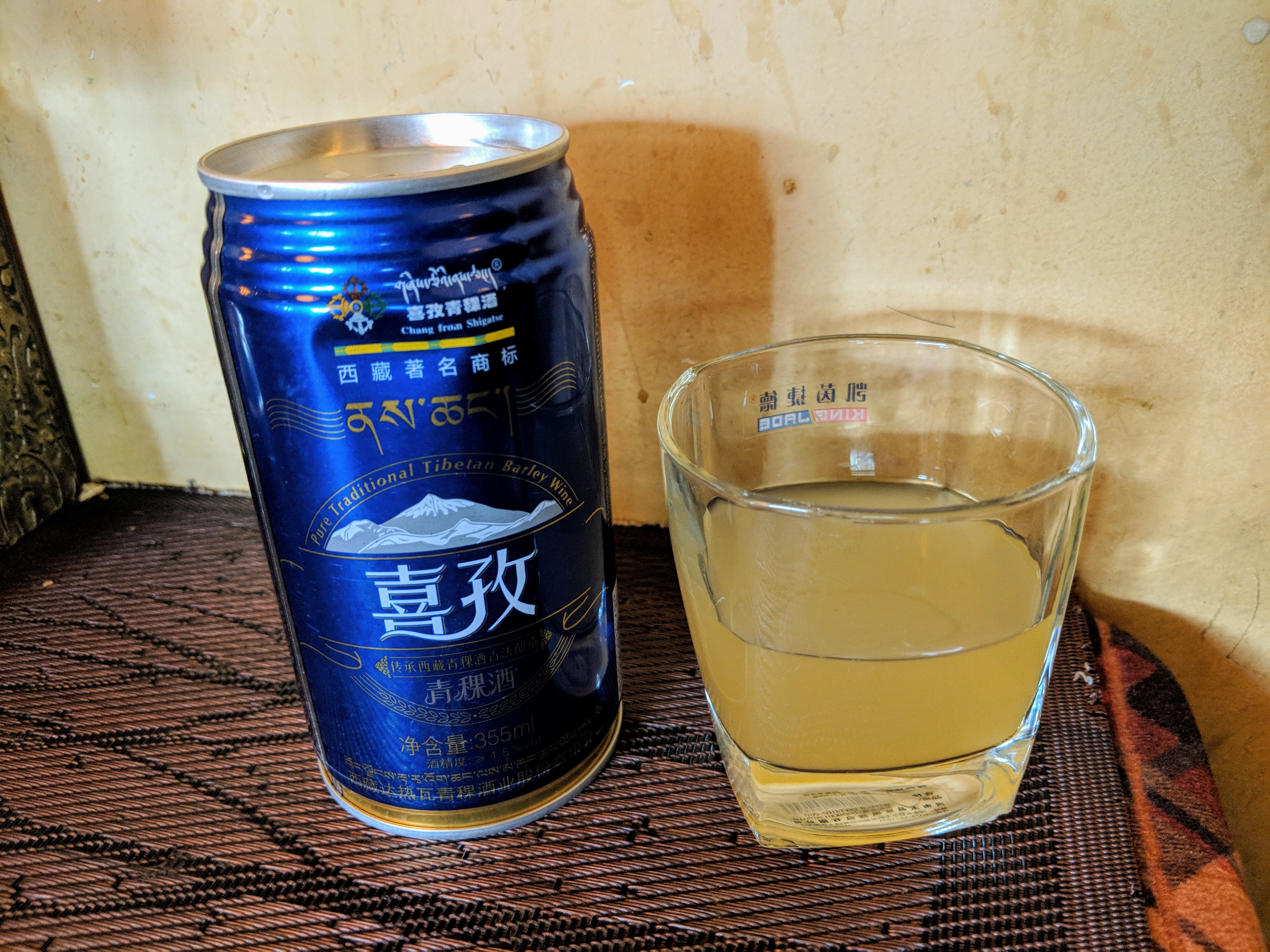
廠商生產的罐裝西藏大麥酒

青稞酒，藏语音译字偶作“䤌”（藏語：ཆང་，威利转写：chang，藏语拼音：Qang，卫藏、安多方言[tɕʰaŋ], 康方言[tɕʰoŋ]）），是西藏和尼泊尔以及喜马拉雅山脉东部部分地区的一种酒。青稞酒色泽橙黄，味道甜中带酸，酒精成分低，口感佳。原料以青稞为主，酿造过程要冲水，青稞酒是用麦管、竹管吸咂，故又称为“咂酒”。主要产地为尼泊尔和中国西藏，印度和不丹也有少量生产。